# Якшик, Мальте
Ма́льте Я́кшик (нем. Malte Jakschik; род. 3 августа 1993, Бонн, Северный Рейн-Вестфалия) — немецкий гребец, выступает за национальную сборную Германии по академической гребле начиная с 2013 года. Двукратный серебряный призёр Олимпийских игр (2016 и 2020), двукратный чемпион мира, трёхкратный чемпион Европы, победитель многих регат национального и международного значения.

## Биография
Мальте Якшик родился 3 августа 1993 года в городе Бонне, федеральная земля Северный Рейн-Вестфалия. Активно заниматься гребным спортом начал в возрасте девяти лет в 2002 году, проходил подготовку в Даттельне в местном гребном клубе «Рауксель».
Впервые заявил о себе в 2010 году, выиграв серебряную медаль на чемпионате мира среди юниоров в чешском Рачице — в зачёте распашных восьмёрок с рулевым. Год спустя в безрульных четвёрках одержал победу на юниорском мировом первенстве в английском Итоне.
Первого серьёзного успеха на взрослом международном уровне Якшик добился в сезоне 2013 года, когда вошёл в основной состав немецкой национальной сборной, удачно дебютировал на этапах Кубка мира и побывал на чемпионате Европы в испанской Севилье, откуда привёз награду бронзового достоинства, выигранную в безрульных распашных четвёрках. В следующем сезоне в восьмёрках одержал победу на европейском первенстве в Белграде и взял серебро на мировом первенстве в Амстердаме. Ещё через год в той же дисциплине защитил звание чемпиона Европы на соревнованиях в польской Познани и завоевал серебряную медаль на чемпионате мира в Эгбелете. Имел успех и на домашнем европейском первенстве в Бранденбурге, где его восьмёрка вновь была лучшей.
Благодаря череде удачных выступлений Мальте Якшик удостоился права защищать честь страны на летних Олимпийских играх 2016 года в Рио-де-Жанейро, стартовал здесь в составе экипажа, куда также вошли гребцы Ханнес Оцик, Андреас Куффнер, Эрик Йоханнесен, Максимилиан Райнельт, Феликс Драхотта, Рихард Шмидт, Максимилиан Мунски и рулевой Мартин Зауэр — они с первого места квалифицировались на предварительном этапе, после чего в решающем финальном заезде пришли к финишу вторыми, отстав от победившей команды Великобритании более чем на секунду, и завоевали тем самым серебряные олимпийские медали.